# Centraugaptilus horridus
Centraugaptilus horridus är en kräftdjursart som först beskrevs av Farran 1909.  Centraugaptilus horridus ingår i släktet Centraugaptilus och familjen Augaptilidae. Inga underarter finns listade i Catalogue of Life.